# 렛츠락! 죽어서 하는 밴드
렛츠락! 죽어서 하는 밴드(若くして死ぬ!, Too Young to Die!)는 일본에서 제작된 쿠도 칸쿠로 감독의 2015년 코미디, 드라마 영화이다. 나가세 토모야 등이 주연으로 출연하였다.

## 출연

### 주연
- 나가세 토모야
- 카미키 류노스케
- 오노 마치코
- 모리카와 아오이
- 키리타니 켄타
- 세이노 나나
- 후루타치 칸지
- 미나가와 사루토키
- 후루타 아라타